# Condado de Passaic
El condado de Passaic (en inglés: Passaic County), fundado en 1837, es un condado en el estado estadounidense de Nueva Jersey. En 2010 el condado tenía una población de 501,226 habitantes, con una densidad poblacional de 982 personas por km². La sede del condado es Paterson.

## Geografía
Según la Oficina del Censo, el condado tiene un área total de 510 km² (196,9 mi²), de la cual 479 km² (184,9 mi²) es tierra y 31 km² (12,0 mi²) (5.97%) es agua.

### Condados adyacentes
- Condado de Orange (Nueva York) - norte
- Condado de Rockland (Nueva York) - noreste
- Condado de Bergen (Nueva Jersey) - este
- Condado de Essex (Nueva Jersey) - sur
- Condado de Morris (Nueva Jersey) - suroeste
- Condado de Sussex (Nueva Jersey) - oeste

## Demografía
En el 2007 la renta per cápita promedia del condado era de $49,210, y el ingreso promedio para una familia era de $56,054. En 2000 los hombres tenían un ingreso per cápita de $38,740 versus $29,954 para las mujeres. El ingreso per cápita para el condado era de $21,370 y el 9.40% de la población estaba bajo el umbral de pobreza nacional.

## Localidades

### Ciudades
Clifton |
Passaic |
Paterson

### Boroughs
Bloomingdale |
Haledon |
Hawthorne |
North Haledon |
Pompton Lakes |
Prospect Park |
Ringwood |
Totowa |
Wanaque |
Woodland Park

### Municipios
Little Falls |
Wayne |
West Milford

### Lugares designados por el censo
- Singac

### Áreas no incorporadas
Cooper |
Great Notch |
Haskell |
Hewitt |
Macopin |
Newfoundland |
Oak Ridge |
Pines Lake |
Packanack Lake |
Preakness